# Janeil Bellille
Janeil Bellille (* 18. Juni 1989 in San Fernando) ist eine Leichtathletin aus Trinidad und Tobago.

## Karriere
Bei den Juniorenweltmeisterschaften 2008 belegte sie den zweiten Platz im 400-Meter-Hürdenlauf.
Bellille trat bei den Olympischen Sommerspielen 2012 im 400-Meter-Hürdenlauf an und erreichte den siebten Platz ihres Vorlaufes. Bei den Olympischen Sommerspielen 2016 trat sie wieder in derselben Disziplin an und erreichte dort den sechsten Platz ihres Vorlaufes.
Sie ist außerdem fünffache Nationalmeisterin im 400-Meter-Hürdenlauf und dreifache im 400-Meter-Lauf. Des Weiteren wurde sie 2018 Nationalmeisterin beim 4-mal-100-Meter-Staffellauf.